# Gulran (district)
 (novembre 2018).
Si vous disposez d'ouvrages ou d'articles de référence ou si vous connaissez des sites web de qualité traitant du thème abordé ici, merci de compléter l'article en donnant les références utiles à sa vérifiabilité et en les liant à la section « Notes et références ».
Le district de Gulran est un district situé dans la partie nord-ouest de la province de Hérât, en Afghanistan.

## Situation
Le district, d'une superficie de 6 078 km2, borde l'Iran à l'ouest, le Turkménistan au nord, le district de Kushk (en) à l'est et les districts de Zinda Jan (en) et de Kohsan (en) au sud.
Il culmine à 1 184 m d'altitude mais il n'y a pas de montagne dans ce district.

## Population
La population était estimée à 91 500 habitants en 2012.

## Administration
Le centre administratif du district est le village de Gulran (en).

## Crédit d'auteurs
- (en) Cet article est partiellement ou en totalité issu de l’article de Wikipédia en anglais intitulé « Gulran District » (voir la liste des auteurs).